# Người máy có mơ về cừu điện không?
Người máy có mơ về cừu điện không? (tên gốc tiếng Anh: Do Androids Dream of Electric Sheep?, sau này được đổi tên thành Blade Runner: Do Androids Dream of Electric Sheep?) là tiểu thuyết khoa học viễn tưởng của nhà văn Mỹ Philip K. Dick, được xuất bản lần đầu vào năm 1968. Tiểu thuyết lấy bối cảnh tại một San Francisco hậu tận thế, khi cuộc sống trên Trái Đất bị tàn phá nặng nề bởi cuộc chiến tranh hạt nhân toàn cầu, khiến cho hầu hết các loài động vật đều gặp nguy cấp hoặc tuyệt chủng. Cốt truyện chính theo chân Rick Deckard, một thợ săn tiền thưởng được giao nhiệm vụ "thu hồi" sáu người máy dòng Nexus-6 bỏ trốn. Sách được phát hành tại Việt Nam bởi Nhà xuất bản Văn học vào năm 2020.
Cuốn sách là chất liệu chính cho phim điện ảnh Blade Runner ra mắt năm 1982. Nhiều yếu tố và chủ đề trong cuốn sách cũng được sử dụng cho phần phim tiếp nối Tội phạm nhân bản 2049 ra mắt năm 2017.

## Tiểu thuyết tiếp nối
Ba tiểu thuyết khác được coi là phần tiếp theo cho cả cuốn sách Người máy có mơ về cừu điện không? và bộ phim Blade Runner:
- Blade Runner 2: The Edge of Human (1995)
- Blade Runner 3: Replicant Night (1996)
- Blade Runner 4: Eye and Talon (2000)

Ba tiểu thuyết này do bạn của Dick là K. W. Jeter sáng tác, tiếp nối câu chuyện về Rick Deckard và nhằm giảm bớt sự khác biệt giữa tiểu thuyết gốc và bản phim năm 1982.

## Giải thưởng
- 1968 – Đề cử giải Nebula nominee[4]
- 1998 – Giải Locus Poll, Tiểu thuyết khoa học viễn tưởng xuất sắc nhất trước năm 1990 (Hạng: 51)